# The Marine 2
The Marine 2 (bra Busca Explosiva 2) é um filme americano de 2009, do gênero ação, dirigido por Roel Reiné. 
Foi lançado diretamente em Home Video em todos os países que foi lançado. Foi produzido pelas WWE Studios e Fox Film.

## Elenco principal
- Ted DiBiase, Jr. é Joe Linwood
- Temuera Morrison é Damo
- Lara Cox é Robin Linwood
- Robert Coleby é Darren Conner